# Teriak
Teriak, även kallat theriaca eller theriaca Andromachi på latin och theriakon (efter θηρίον, vilddjur) på grekiska, var under antiken och medeltiden ett universalmedel mot sjukdom, framförallt som antidot mot alla sorters gifter. Teriakens verkan berodde på dess aromatiska beståndsdelar samt på dess innehåll av opium.

## Ursprung
Namnet härkommer från det grekiska ordet ther som betyder vilddjur. Anledningen till detta tros vara att människan förr i tiden hade svårt att särskilja sjukdom och förgiftning, till exempel från djurbett. Tillsammans med mithridat ansågs teriak i över 1 500 år vara ett av de mest potenta läkemedlen som fanns att tillgå. Receptet som skapades av Andromachos, en av kejsar Neros (37 - 68) livläkare, byggde i själva verket vidare på ett recept erövrat av kung Mithridates VI av Pontos. Mithridates sades ha konstruerat ett läkemedel som gjorde honom immun mot gifter, vilket var mycket eftertraktat bland dåtidens regenter. Giftmord var inte ovanligt bland högt uppsatta personer.

## Ingredienser
Att teriak blev en sådan framgång berodde i hög grad på Andromachus tillsats av vallmosaft. Opiumhalten i teriak var förhållandevis hög: 4 g teriak innehöll 50 mg opium. Att vallmosaften skulle vara den viktigaste beståndsdelen ansåg man dock inte, utan istället var det Andromachos tillsats av torkat ormkött som ansågs vara den viktigaste ingrediensen. Ormen, som inte bara var läkeguden Asklepios attribut, var ett fruktat djur som tillskrevs mytiska krafter, bland annat immunitet mot gifter. Genom att blanda ormkött hoppades man överföra denna kraft på sig själv. En annan ingrediens som bidragit till medlets framgång var sjölök (Scilla maritima) vars innehåll av hjärtglykosiden scillain har en hjärtstärkande effekt. Att teriak ändå kom att användas i nästan två årtusenden beror till största delen på den grekiske läkaren och auktoriteten Galenos (131 - 201) vars syn på läkekonsten kom att dominera helt i Europa fram till 1500-talet. Galenos fullständiga recept på teriak med 71 ingredienser, varav 67 fasta ämnen, fanns kvar i Pharmacopée française ända till år 1837. Moset som blev när beståndsdelarna blandades kallade han electuarium theriacum. Galenos ansåg att teriak endast skulle användas vid de svåraste sjukdomstillstånden där annan behandling inte haft verkan, och då endast av skickliga läkare.

## Senare utveckling
Efter romarrikets fall övertogs mycket av den medicinska vetenskapen av araberna som kom att anamma receptet på teriak. Produktionen började ske i större skala och köpmän från långväga kom till Bagdad, Konstantinopel och Kairo för att köpa det dyrbara medlet. Tillverkningen omgärdades med största hemlighetsmakeri, vilket bidrog till ökade priser. Omkring år 900 kom den arabiska medicinen tillbaka till Italien och med den kunskapen om teriak. Universalmedlet började nu tillverkas i Neapel och Venedig, där framförallt den venetianska teriaken (även kallad orvietan) stod högt i kurs. Detta berodde på att ormarna i trakten kring Venedig ansågs extra verksamma. 

### Kristna legender
Trots sitt hedniska ursprung blev teriaken så småningom omgärdad av kristna legender. De lärda började utforska vilka sorters ormar som förknippades med Kristus och man fann då att två cilicianska ormar hade krupit över korset när det lades ner under golgatavandringen. Man förväxlade dock Cilicien med Sicilien, varmed ormarna från det sistnämnda området fick ett oförtjänt rykte av att vara de allra bästa. Under medeltiden var kontrollen av teriaktillverkningen rigorös, och bedrägerier straffades hårt med fängelse, böter och uteslutande ur apotekarskrået. Ett flertal olika sorters teriak kom att framställas, bland annat theriaca pauperum innehållande radix gentianae, aristolochia, lagerbär, myrra, honung och enbärsextrakt. En annan sort, theriaca diatessaron, ansågs särskilt verksam mot ormbett. Substansen extractum juniperi har kallats för tysk teriak.

## Teriak i farmakopéerna
I 1:a upplagan av Pharmacopoea Suecica från 1775 fanns en mycket förenklad formel för teriak med, som innehöll endast angelika, valeriana, zedoaria, kardemumma, saffran, myrra och opium i pulverform, och som genom flädersirap och spanskt vin gjordes till ett mos. Fortfarande i Ed. VI av den svenska farmakopén, som upphörde att gälla 1870, finns en liknande formel för teriak, där dock flädersirapen är utbytt mot honung och beståndsdelarna utökats med lakrits och gentianarot samt det spanska vinet är bestämt att vara malagavin. Teriak ingick då i de kryddor, som kallades Hjärnes testamente.
Fortfarande i Pharmacopée française i 1837 års upplaga kvarstod Galenos fullständiga formel för theriaca, innehållande 71 olika beståndsdelar, däribland 67 fasta ämnen, inklusive torkade huggormar, som pulveriserades, sammanblandades samt med mekkabalsam, chiosterpentin, vit honung och spanskt vin bereddes till ett mos, electuarium theriacum.
En blandning av gentiana, aristolochia, lagerbär, myrra, honung och enbärsextrakt kallades theriaca pauperum eller theriaca diatessaron, och ansågs verksamt mot ormbett. Slutligen har extractum juniperi, enbärsextrakt, ensamt burit namnet "tysk teriak".
Theriakerna utmönstrades i allmänhet ur farmakopéerna under 1800-talet.
Fortfarande går så kallad venetiansk teriak att köpa, denna innehåller dock inget opium.